# Isolina Rondón
Isolina Rondón (11 de abril de 1913 - 2 de octubre de 1990) fue una activista política puertorriqueña, y tesorera del Partido Nacionalista de Puerto Rico. Ella fue una de las pocas testigos del asesinato de cuatro nacionalistas, cometidos por agentes de policía locales, en Puerto Rico, durante un enfrentamiento con los partidarios del Partido Nacionalista, que se produjo el 24 de octubre de 1935, y que se conoce como la Masacre de Río Piedras. En los archivos del FBI aparece como colaboradora desde 1944.

## Biografía
Isolina era originaria de Río Piedras (Puerto Rico) y fue criada solo por su madre, tras la muerte de su padre. Su madre era ama de casa a la que Isolina ayudaba. Después comenzó su educación primaria en su ciudad natal, y después de completar su octavo grado, asistió a una Escuela de secretariado. Se fue a estudiar en la Universidad de Puerto Rico donde también trabajó en el Decanato de Ciencias Sociales.
Su primo era un miembro de la facción del conservador Partido Unión de Puerto Rico, que creía en la Independencia de Puerto Rico. El 17 de septiembre de 1922, tres organizaciones políticas se unieron y formaron el Partido Nacionalista de Puerto Rico. Su primo seguía a José Coll y Cuchí, un exmiembro del Partido Unión de Puerto Rico, y cofundador del Partido Nacionalista. En 1924, el Dr. Pedro Albizu Campos se unió al Partido y fue nombrado vicepresidente. Isolina fue influenciada por los ideales políticos de sus parientes.

## Nacionalista
Isolina asistía a las reuniones del Partido Nacionalista locales, con su primo, en la casa de Albizu Campos, en Río Piedras. Junto con otros hacía visitas diarias a la casa. Finalmente Isolina fue preguntada por Albizu Campos, si podría tomar notas de las reuniones; y no pasaría mucho tiempo antes de que se convirtiera en su secretaria personal.

### La masacre de Río Piedras
El 23 de octubre de 1935, un grupo de estudiantes de la Universidad comenzó una campaña de recolección de firmas, con la intención de declarar a Albizu Campos "Estudiante enemigo número uno". A su vez, había protestas contra ese grupo de la facción pronacionalista de los estudiantes, denunciándolo a Chardón y el Partido Liberal como instigadores y agentes de EE. UU.
Una asamblea de estudiantes se llevó a cabo en la universidad, el 24 de octubre, donde Albizu Campos fue declarado "persona non grata". Chardón pidió al gobernador proporcionase y colocase policías armados en los terrenos de la Universidad, en caso de que la situación se tornase violenta. Un par de agentes de la policía vio lo que creían un automóvil de aspecto sospechoso, y pidieron al conductor Ramón S. Pagán, secretario del Partido Nacionalista, quien estaba acompañado por su amigo Pedro Quiñones, ver su licencia. Pero sin mediar palabra, los policías dieron muerte a Pagán y a Quiñones. De acuerdo con el diario local "El Mundo" del 25 de octubre, una explosión, seguida de disparos, se escuchó, resultando en las muertes adicionales de Eduardo Rodríguez Vega y de José Santiago Barea.
Isolina observaba desde la puerta principal de la calle Brumbaugh, cerca de la universidad, viendo a la policía disparando al vehículo que transportaba a los cuatro nacionalistas, y testificó que vio a los policías disparándoles a las víctimas y cómo oyó a un policía gritando "No vayas a dejarlos escapar con vida". Sin embargo, su testimonio, en cuanto a los hechos conocidos como la masacre de Río Piedras, fue ignorado y no hubo cargos levantados contra los agentes. Además les dieron lugar a una promoción. Ese mismo año, Albizu Campos fue arrestado y enviado a la Penitenciaría de Atlanta.

## Partido Nacionalista
Una serie de acontecimientos, cada vez más hostiles, entre el gobierno designado por EE. UU. y los nacionalistas tuvieron lugar en la década de 1930. En 1936, Albizu Campos fue detenido, y el 31 de marzo de 1937 (87 años), tuvo lugar la infame Masacre de Ponce. En 1947, Albizu Campos fue liberado de la cárcel.

## Ley Mordaza de Puerto Rico
El 21 de mayo de 1948, un proyecto de ley fue presentado ante el Senado de Puerto Rico con el objeto explícito de frenar los derechos independentistas de los movimientos nacionalistas en la isla. El Senado, que en ese momento estaba controlada por el PPD y presidido por Luis Muñoz Marín, aprobó la ley. Esta ley, también fue conocida como la Ley Mordaza, y Ley 53, recibiendo la aprobación de la legislatura, el 21 de mayo de 1948. Esa ley, se parecía a la anticomunista Ley de Registro de Extranjeros de 1940 aprobada en los Estados Unidos, se convirtió en ley el 10 de junio de 1948, por la promulgación hecha por el gobernador designado por EE. UU. en Puerto Rico, Jesús T. Piñero convirtiéndose en la Ley 53.
Bajo esta nueva ley, sería un crimen imprimir, publicar, vender o exhibir cualquier material que pretendiese paralizar o destruir el gobierno insular, o para organizar cualquier sociedad, grupo o conjunto de personas con una intención destructiva similar. Cualquier acusado encontrado culpable de desobedecer la ley podría ser condenado a diez años de prisión, una multa de 10 000 dólares, o ambos.
De acuerdo al Dr. Leopoldo Figueroa, miembro del Partido Estadista Puertorriqueño, y el único miembro de la Cámara de Representantes de Puerto Rico, que no pertenecía al PPD, la ley era represiva y en flagrante violación de la Primera Enmienda de la Constitución de los Estados Unidos que garantiza la Libertad de expresión. Por lo tanto, se trataba de un asalto a los derechos civiles de todos los puertorriqueños.
El 21 de junio de 1948, Albizu Campos pronunció un discurso en la ciudad de Manatí, donde explicó cómo esa Ley Mordaza violaba la Primera Enmienda de la Constitución de EE. UU. Los nacionalistas, de toda la isla, asistieron para escuchar el discurso de Campos, y para evitar que la policía los arrestase.

## Represión policial
El 26 de octubre de 1950, Albizu Campos celebró una reunión política en Fajardo. Después de la reunión, Albizu Campos recibió la noticia de que iba a ser detenido y que su casa en San Juan ya estaba rodeado por la policía. Escapó de Fajardo, e inmediatamente ordenó a la revolución dar comienzo. El 27 de octubre, la policía en el pueblo de Peñuelas, interceptó y atacó a balazos una caravana de nacionalistas, asesinando a cuatro. El 30 de octubre, los nacionalistas recibieron la orden de producir levantamientos en las ciudades de Ponce, Mayagüez, Naranjito, Arecibo, Utuado (levantamiento de Utuado), San Juan y Jayuya.
La primera escaramuza, de los levantamientos nacionalistas, ocurrió en horas previas al amanecer del 29 de octubre en el "Barrio Macaná" en la ciudad de Peñuelas. La policía rodeó la casa de la madre de Melitón Muñiz (Pte. del Partido Nacionalista de Peñuelas) bajo el pretexto de que estaban almacenando armas para la rebelión nacionalista. Sin previo aviso, la policía disparó contra los nacionalistas, produciéndose un enfrentamiento armado entre ambas facciones, los nacionalistas con armas de calibre .22 mientras la policía usaba armas de puño calibre .45 y largas Springfield M1903 lo que resultó en la muerte de dos nacionalistas, y seis policías heridos.
Siendo en Utuado, donde los insurgentes fueron masacrados, y en Jayuya, la ciudad donde se proclamó la "República Libre de Puerto Rico", sufrió en represalia, graves daños por los militares, en respuesta a la insurrección, y en San Juan (Puerto Rico) donde los nacionalistas hicieron un atentado contra el entonces gobernador Luis Muñoz Marín, en su residencia "La Fortaleza". Los levantamientos fracasaron y cientos de nacionalistas fueron acorralados y arrestados.
El 15 de abril de 1952, fue entrevistada por el FBI, en su apartamento de Río Piedras, en lo referente a los levantamientos. Ella dijo que había sido tesorera del Partido Nacionalista, de 1936 a 1946. También indicó que todas las medidas adoptadas por el Partido fueron el resultado de la inspiración de Albizu Campos. El 20 de mayo, se le preguntó si Albizu Campos utilizaba cualquiera de los fondos del Partido para él, y ella dijo que no, y también insistió en que cualquier pregunta en relación con el Partido Nacionalista debían dirigirse a Albizu Campos, ya que era el alma mater de los ideales. Se le preguntó entonces si Albizu Campos, había dado la orden que dio lugar a los levantamientos nacionalistas del 30 de octubre de 1950 y ella respondió que Albizu Campos no estaba al tanto de muchas de las acciones que implicaron el nacionalista. Ella dijo que a lo mejor de su conocimiento Albizu Campos no tenía nada que ver con los levantamientos.

## Denuncia de torturas en prisión
En 1952, el Partido Nacionalista de Puerto Rico, denunció tortura de los presos políticos en Puerto Rico, elevándola a la Organización de los Estados Americanos

## Últimos años
Isolina continuó siendo activa en el Movimiento independentista de Puerto Rico. Actuó como secretaria del Partido Nacionalista. Falleció el 2 de octubre de 1990, en la ciudad de Nueva York.

## Legado
- Una placa fue colocada en el monumento a los participantes del Grito de Jayuya en Mayagüez, Puerto Rico, en honor a las mujeres del Partido Nacionalista de Puerto Rico. El nombre de Isolina Rondón está en la decimocuarta línea de la segunda (central) placa.

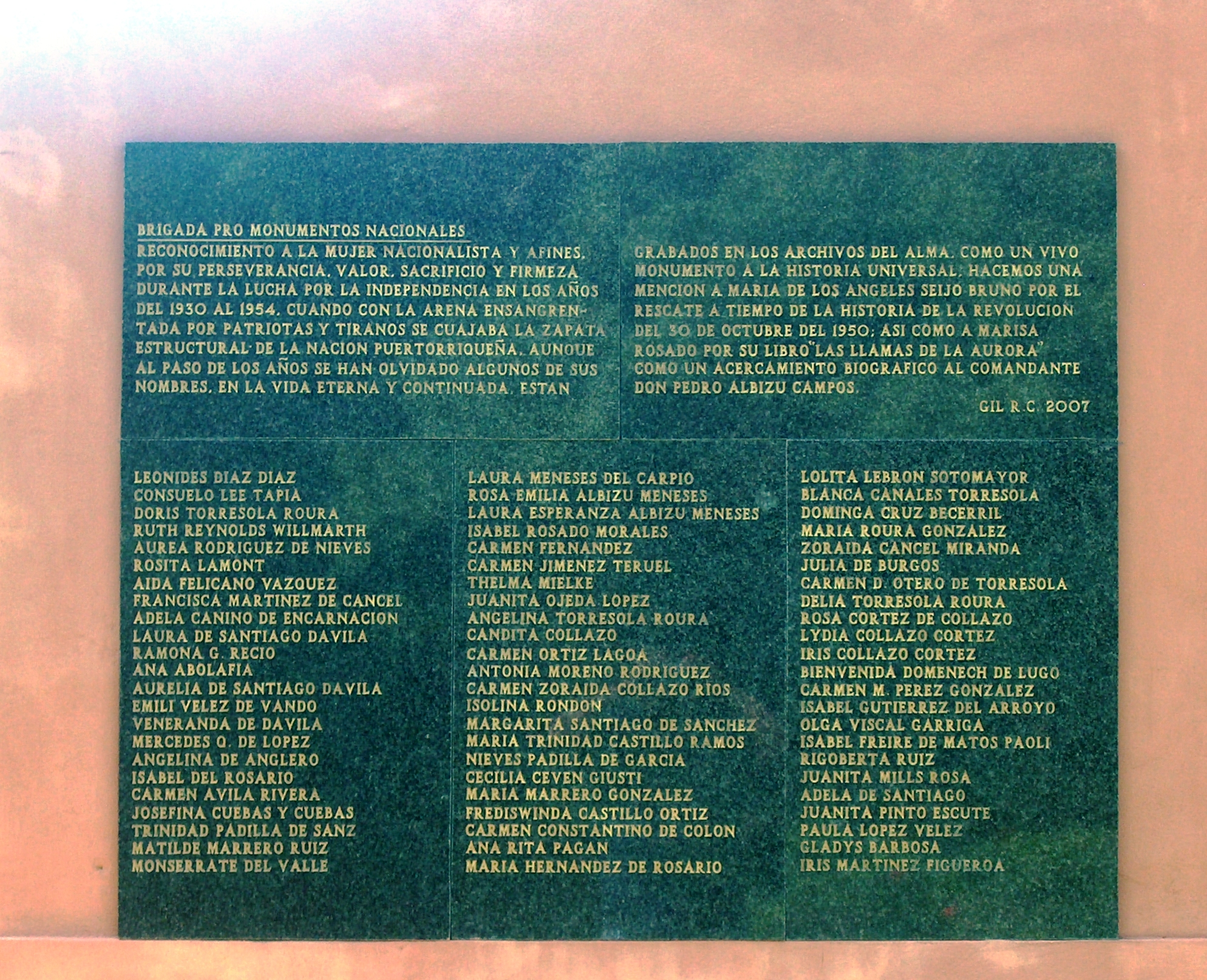
Placa honrando a las mujeres del Partido Nacionalistas de Puerto Rico